# Villa Eichengrün

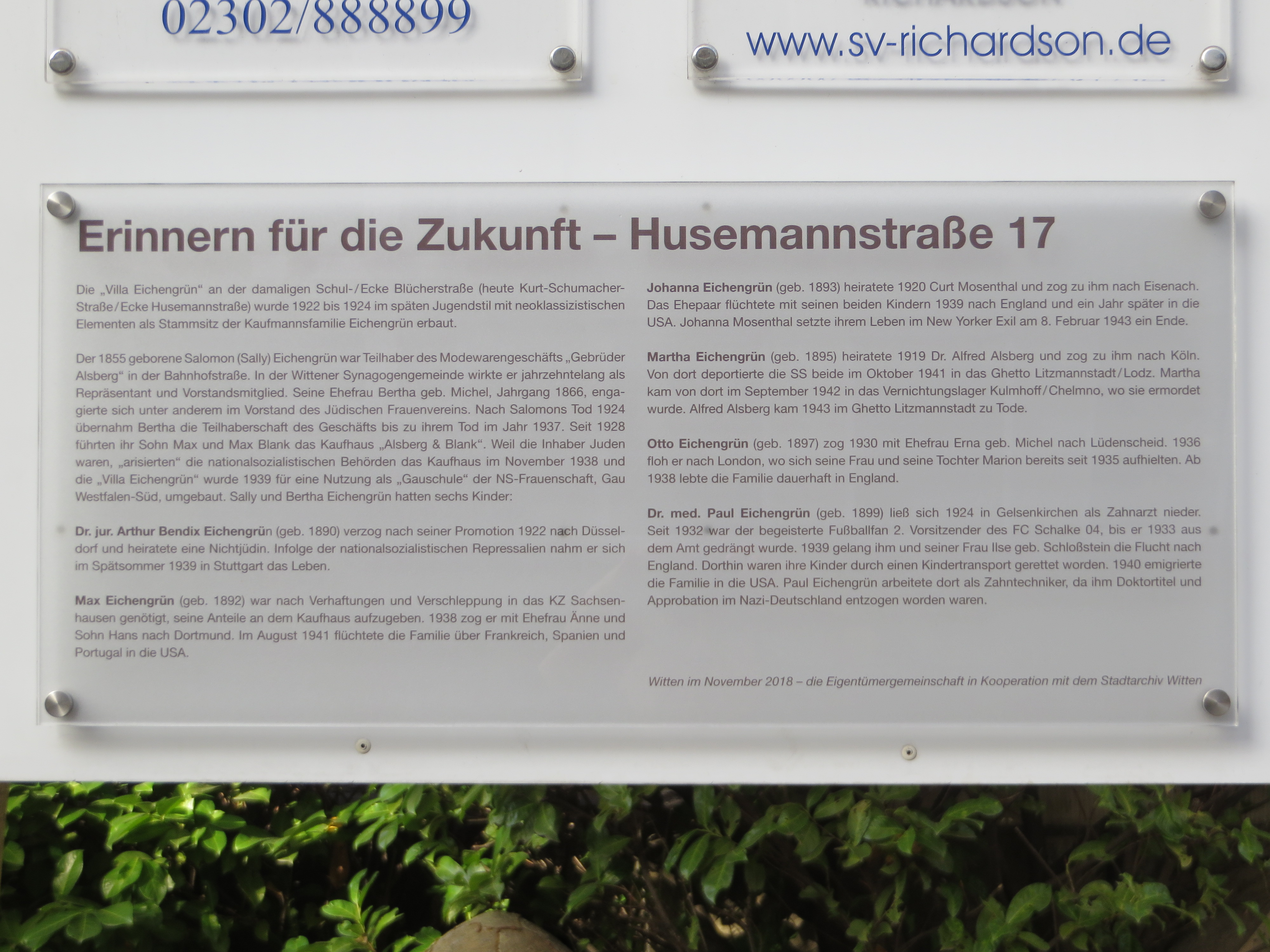
Infotafel von 2018

Die Villa Eichengrün ist eine 1922–1924 erbaute großbürgerliche Villa in Witten, Husemannstraße 17, die seit 1984 unter Denkmalschutz steht.

## Geschichte
Die Villa wurde auf dem damaligen Eckgrundstück Blücherstraße 17 / Schulstraße für die jüdische Familie Eichengrün erbaut, die Mitinhaber des Wittener Kaufhauses Alsberg & Blank war. In ihrem Garten gab es ursprünglich einen Tennisplatz.
Im Zuge der „Arisierung“ jüdischen Eigentums musste die Familie Eichengrün das Haus verkaufen, der Kaufpreis lag mit 43.000 Reichsmark (nach heutiger Kaufkraft etwa 223.999 Euro) unter der Hälfte des Einheitswerts. Die Villa ist damit auch ein Mahnmal für die Arisierungen in Witten. Am 11. April 1939 ging sie auf die NSDAP über und wurde als Gaufrauenschaftsschule genutzt.
Nach 1945 wurde die Villa treuhänderisch an die Finanzverwaltung verpachtet. 1950 ging sie gegen Rückerstattung des Kaufpreises an die Erbengemeinschaft Eichengrün zurück. Am 9. November 2018 wurde vor dem Haus eine Informationstafel angebracht.

## Architektur
Die zweieinhalbgeschossige Villa wurde in vom Neobarock beeinflusster Reformarchitektur erbaut, in den Kolossal-Pilastern und dem Segmentgiebel der Straßenfassade sind auch neoklassizistische Elemente zu erkennen. Auf die barocke Formensprache verweist insbesondere das Mansardwalmdach.